# Família Aeolia
A família Aeolia é uma pequena família de asteroides localizados no cinturão principal. A família foi nomeada devido ao primeiro asteroide que foi classificado neste grupo, o 396 Aeolia.

## Os maiores membros desta família
| Nome       | Diâmetro | Semieixo maior | Inclinação orbital | Excentricidade orbital | Ano da descoberta |
| ---------- | -------- | -------------- | ------------------ | ---------------------- | ----------------- |
| 396 Aeolia | 34,1 km  | 2,743 UA       | 2,544 °            | 0,159                  | 1894              |